# Amami-Guntō-Quasi-Nationalpark
Der Amami-Guntō-Quasi-Nationalpark (japanisch 奄美群島国定公園 Amami guntō kokutei kōen) war einer von über 50 Quasi-Nationalparks in Japan. Er lag auf den Amami-Inseln im Süden der Präfektur Kagoshima. Die Präfekturregierung war für die Verwaltung des 1974 ernannten Parks zuständig. Das Parkgebiet umfasste eine (Land- und Wasser-)Fläche von ca. 80 km². Mit der IUCN-Kategorie V war das Parkgebiet als Geschützte Landschaft/Geschütztes Marines Gebiet klassifiziert.
Am 7. März 2017 wurde er zum gleichnamigen Nationalpark.